# Afrowiórki
Afrowiórki (Xerinae) – podrodzina ssaków z rodziny wiewiórkowatych (Sciuridae).

## Zasięg występowania
Podrodzina obejmuje gatunki występujące w Eurazji, Afryce i Ameryce Północnej.

## Systematyka

### Podział systematyczny
Do podrodziny należą następujące występujące współcześnie plemiona:
- Xerini Osborn – afrowiórki
- Protoxerini Moore, 1959 – olejówki
- Marmotini Pocock, 1923 – świstaki
- Tamiini Weber, 1928
- Sciurotamiini Kryštufek & Vohralík, 2012

oraz rodzaje wymarłe o niepewnej pozycji systematycznej:
- Palaeosciurus Pomel, 1853[7]
- Plesiosciurus Qiu Zhuding & Liu Yipu, 1986[8]
- Protospermophilus Gazin, 1930[9]
- Sinotamias Qiu Zhuding, 1991[10]
- Spermophilinus de Bruijn & Mein, 1968[11]